# 藤宏子
藤 宏子（ふじ ひろこ、1950年10月30日 - ）は、日本の女優、モデル。本名は前田範子。
北海道小樽市生まれ。

## 人物
1969年、準ミス日本になり、和服モデルとなる。
1972年、東映にスカウトされ、ポスト藤純子として藤浩子の名で映画デビュー。映画やテレビドラマで活躍した後、1979年に芸名を藤宏子とする。

## 出演

### テレビドラマ
- 編笠十兵衛（1974-75年、CX / 東映） - 静江
- 大河ドラマ / 元禄太平記（1975年、NHK） - 浮橋太夫
- 水戸黄門 第6部 第26話「暴れん坊の恋 ‐甲府‐」（1975年、TBS / C.A.L） - 厚木あき
- 江戸を斬るIII　第3話「金四郎の縁談」 - 梢（1977年、TBS / C.A.L）
- 大江戸捜査網（東京12チャンネル / 三船プロ）
  - 第372話「除夜の鐘は皆殺しの調べ」（1978年） - お菊（小菊）
- 土曜ワイド劇場 （ANB）
  - 「瀬戸内殺人海流 帰らない女」（1980年）
  - 「京都殺人案内」（1981年）
  - 「松本清張の死んだ馬」（1981年） - クラブ「ケイ」のママ
  - 「新婚探偵! 謎の観覧車の女」（1982年）
- 愛の劇場
  - 夫婦 （1982年、国際放映 / TBS） - 浪江
  - 妻の定年 (1983年、国際放映 / TBS）- 生沼まき子
- 文吾捕物帳 第18話「ここほれ子猫」（1982年、ANB / 三船プロ）
- 噂の刑事トミーとマツ 第2シリーズ 第6話「トミー仰天! マツの巨大デベソ突き」（1982年、TBS） - 医師
- 西部警察PART-II （1982年、ANB）
  - 第7話「狙われた天使」（1982年）スナックのママ
- ザ・サスペンス （TBS）
  - 「消えたスクールバス」（1982年）
  - 「四国連絡特急殺人事件」（1983年）
- 人妻捜査官 第9話「疑惑!?仕掛けられた沖縄ハネムーン」（1984年、ABC / テレパック）

### 映画
- ギャング対ギャング 赤と黒のブルース（1972年、東映）
- やくざと抗争（1972年、東映）
- 緋ぢりめん博徒（1972年、東映）
- やくざと抗争 実録安藤組（1973年、東映）
- 実録 私設銀座警察（1973年、東映）
- 実録安藤組 襲撃篇（1973年、東映）
- 唐獅子警察（1974年 東映）
- 仁義なき戦い 完結篇（1974年 東映）
- 新幹線大爆破（1975年、東映）